# 矽鋅礦
矽鋅礦（英語：Willemite）是一種含鋅矽酸鹽礦物，化學式為Zn
2SiO
4，是鋅的次要礦石。它在短波紫外線下呈綠色強熒光。它在日光下以多種顏色出現，呈纖維狀和蘋果綠色寶石狀塊狀。錳矽鋅礦（英語：Troostite）為部分鋅被錳取代的變種，呈實心棕色塊狀。
它於1829年在比利時維埃耶山礦被發現。阿爾芒·利維在他任教大學時，一名學生向他展示了樣品。他將其以尼德蘭威廉一世的名字命名。
變種錳矽鋅礦以荷蘭裔美國礦物學家傑拉德·特羅斯特的名字命名。

## 發現

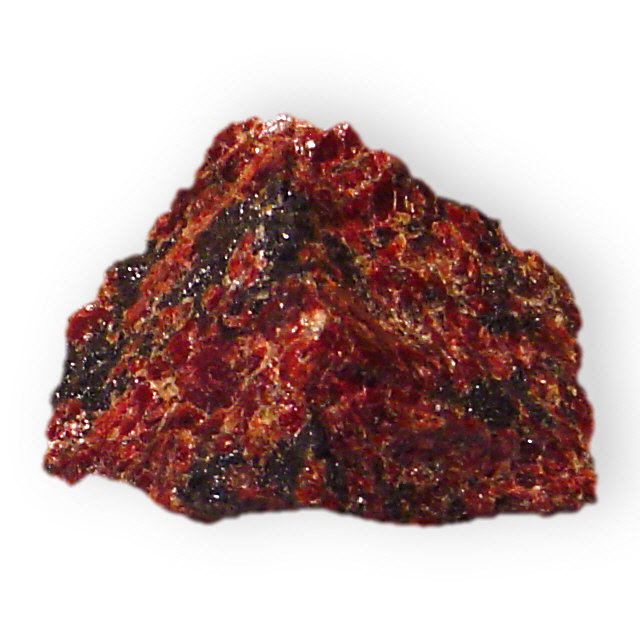
來自紐澤西州的矽鋅礦變種錳矽鋅矿

矽鋅礦通常為先前存在的閃鋅礦的蝕變形成，並且通常與石灰岩伴生。它也存在於大理石中，可能是早期異極礦或菱鋅礦變質作用的結果。 晶體具有以菱面體平面終止的六棱柱的形式：存在平行於棱柱面和底部的明顯解理。顆粒狀和解理團塊更常見。它出現在許多地方，但最著名的是亞利桑那州和紐澤西州富蘭克林礦和斯特林山礦的鋅鐵錳礦床。它常與紅鋅礦和鋅鐵尖晶石一起出現。

## 用途

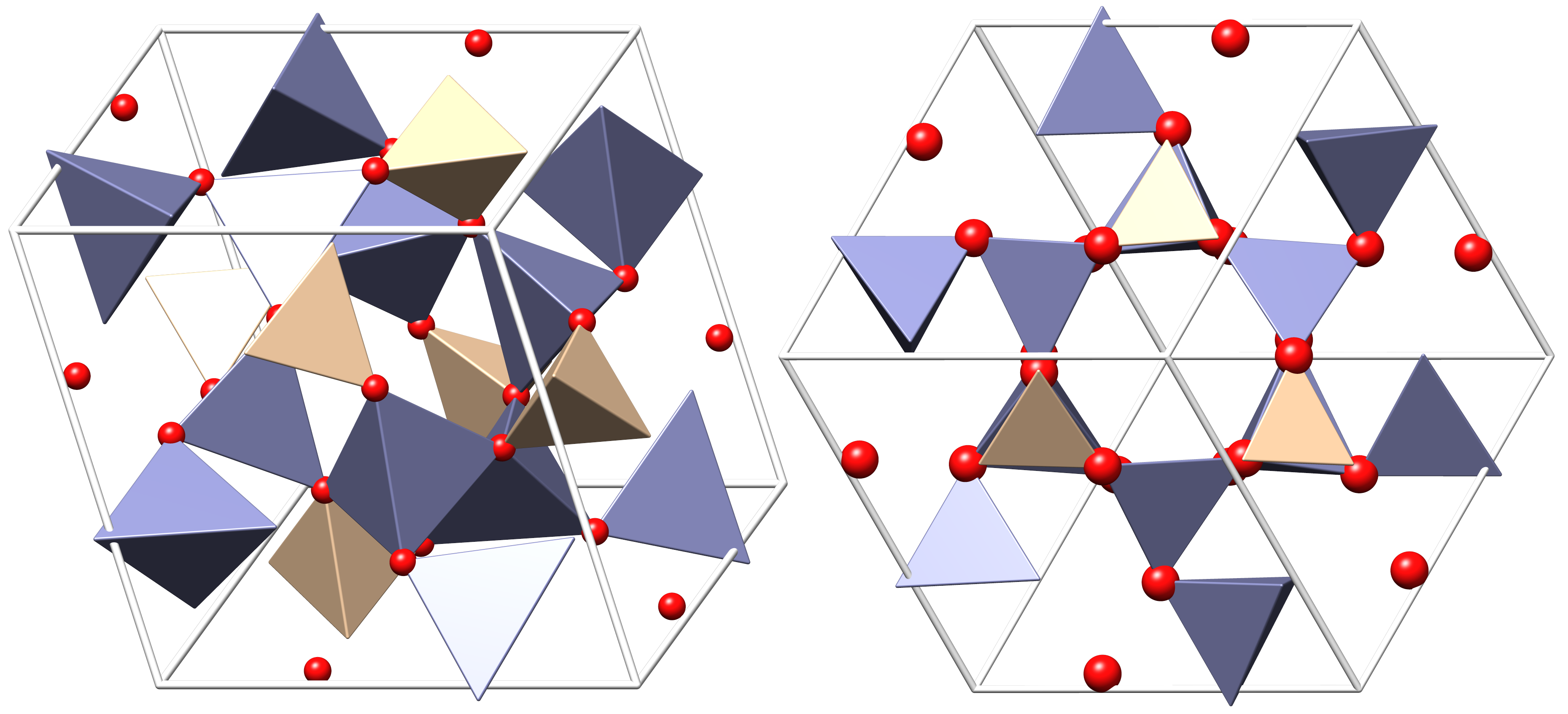
矽鋅礦的晶體結構

人造矽鋅礦用作第一代熒光管磷光體的基礎。摻雜有Mn2+，可用廣泛的白色發射帶發光。有些版本的部分鋅用鈹取代。 在20世紀40年代，它被基於氟磷灰石結構的第二代鹵代磷光體大量取代。

自然光和熒光燈下的矽鋅礦